# أرداتوف (موردوفيا)
أرداتوف (بالروسية: Ардатов) هي مدينة في مقاطعة موردوفيا في روسيا.